# Борисовка (городской округ город Бор)
Борисовка — деревня в городском округе город Бор Нижегородской области.

## История
В 1961 году указом Президиума Верховного Совета РСФСР деревня Мотавка переименована в Борисовку.

## Население
| 2002 | 2010 |
| ---- | ---- |
| 51   | ↘39  |